# آلاوردی

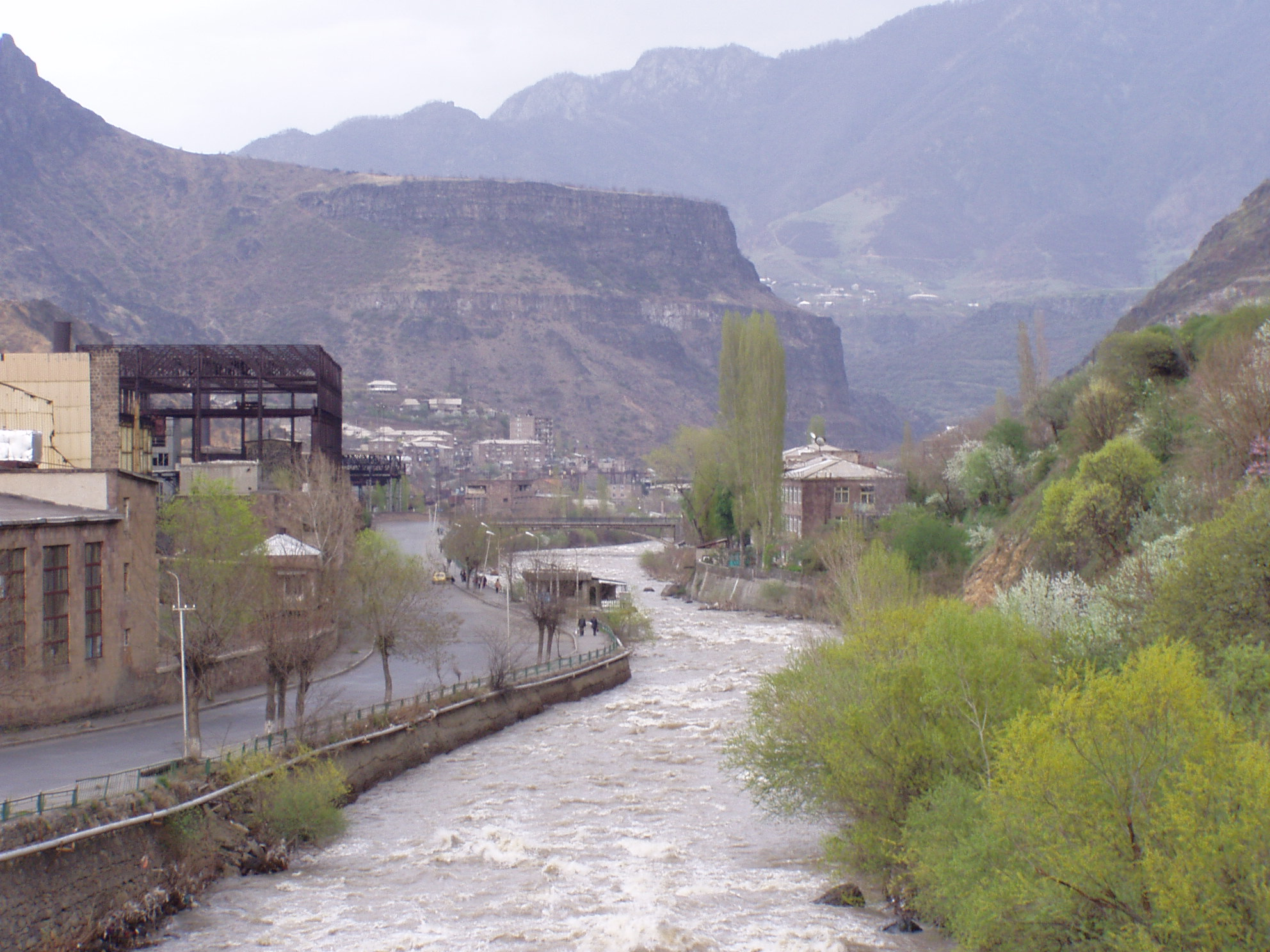
رود Debed, آلاوردی

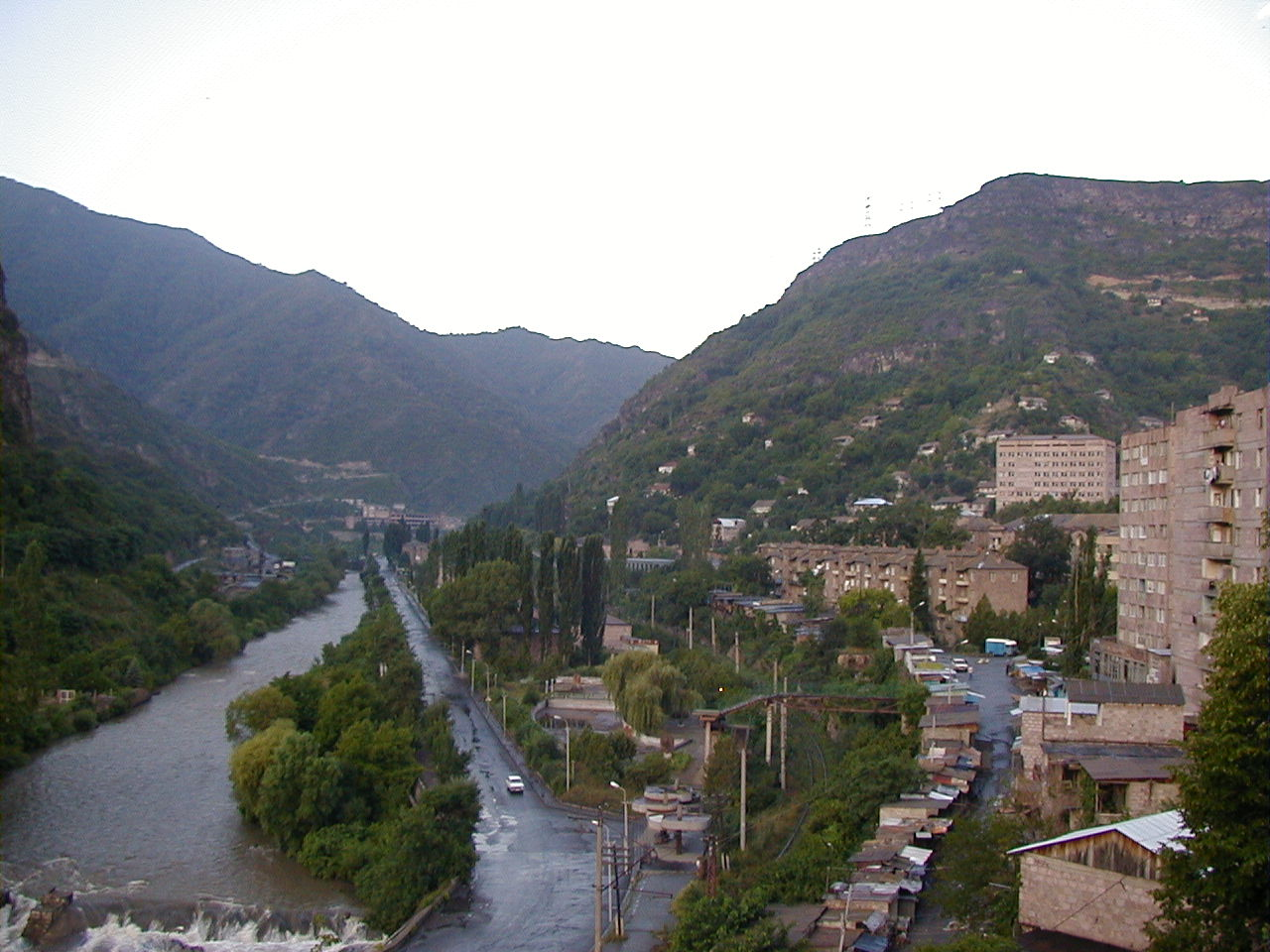
مرکز شهر آلاوردی

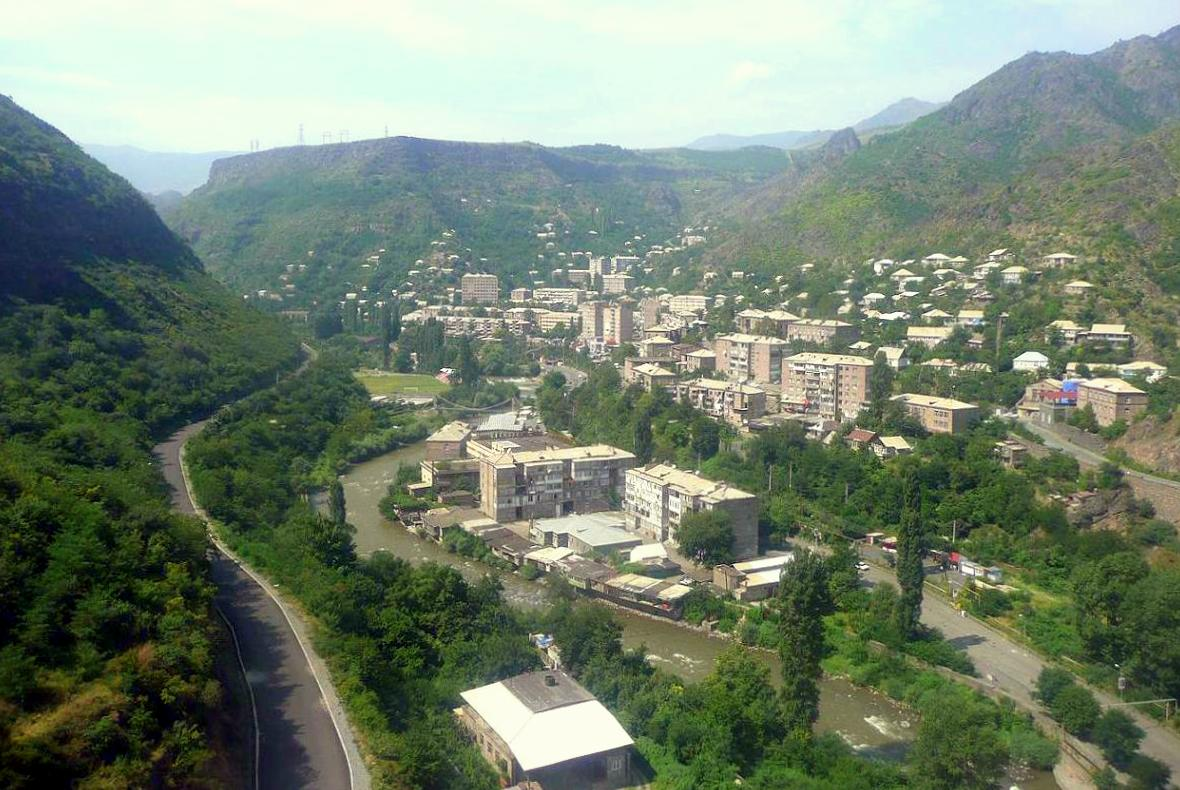
نمایی عمومی آلاوردی

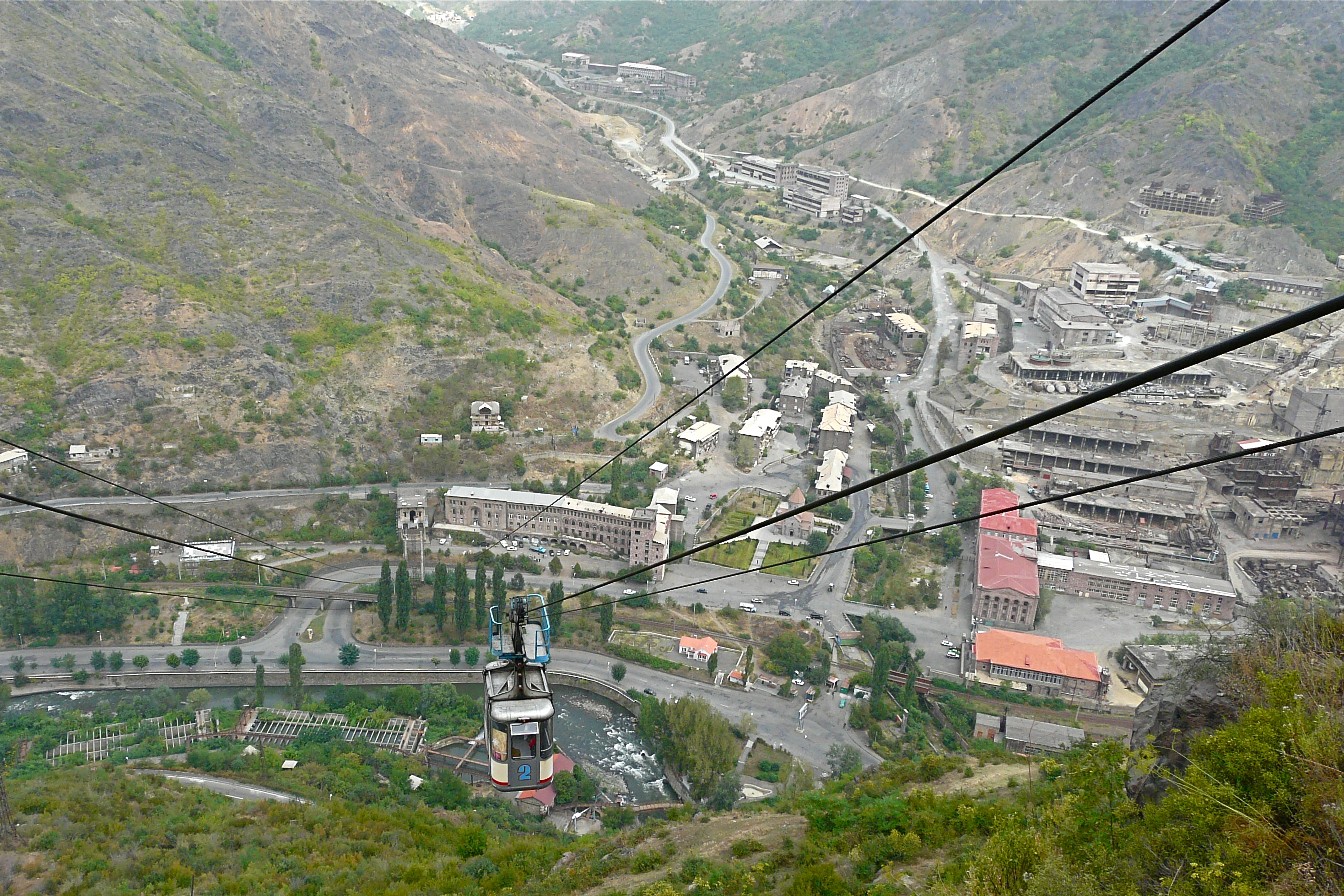
نمایی از ropeway

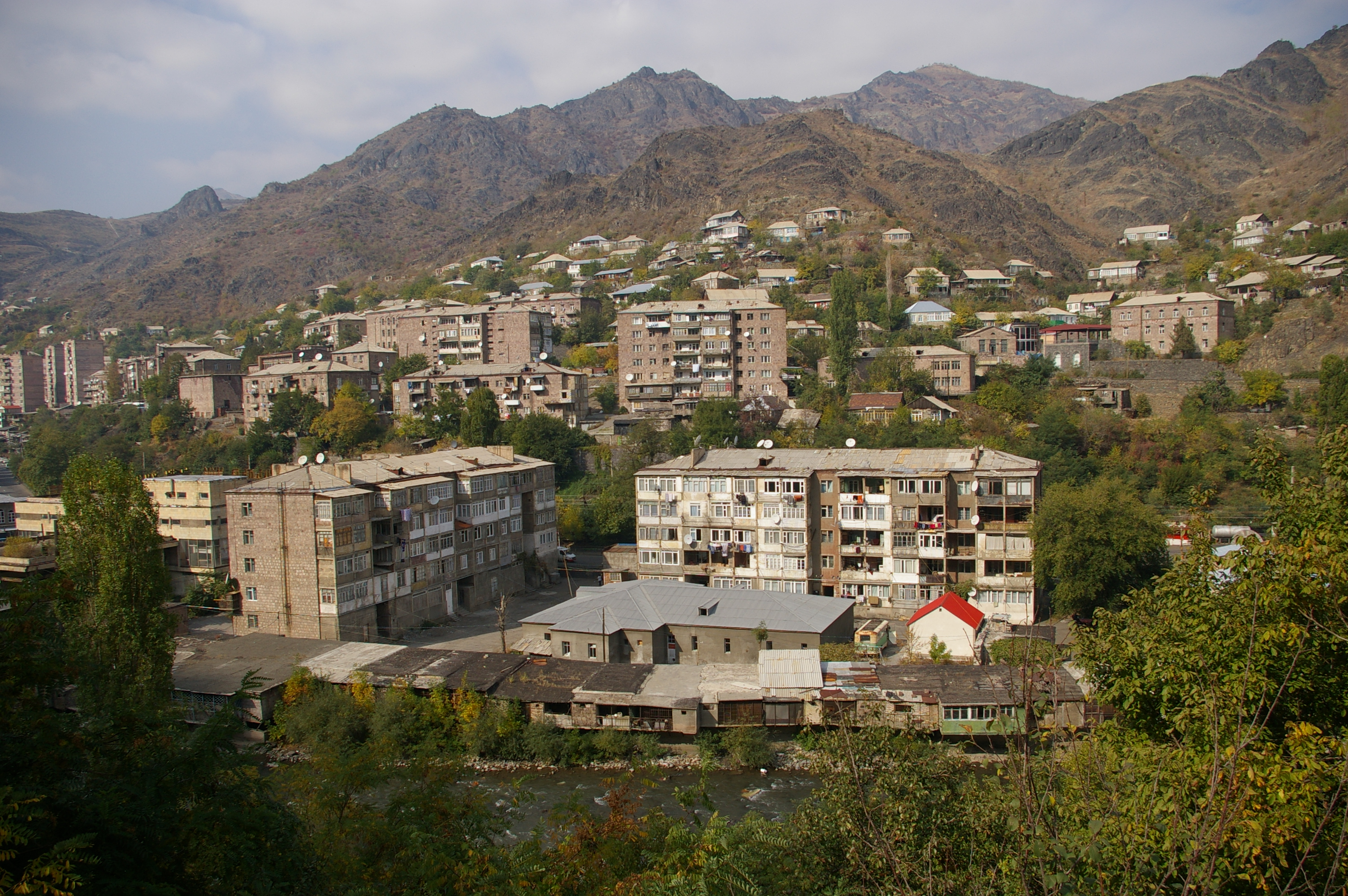
ساختمان‌های آلاوردی

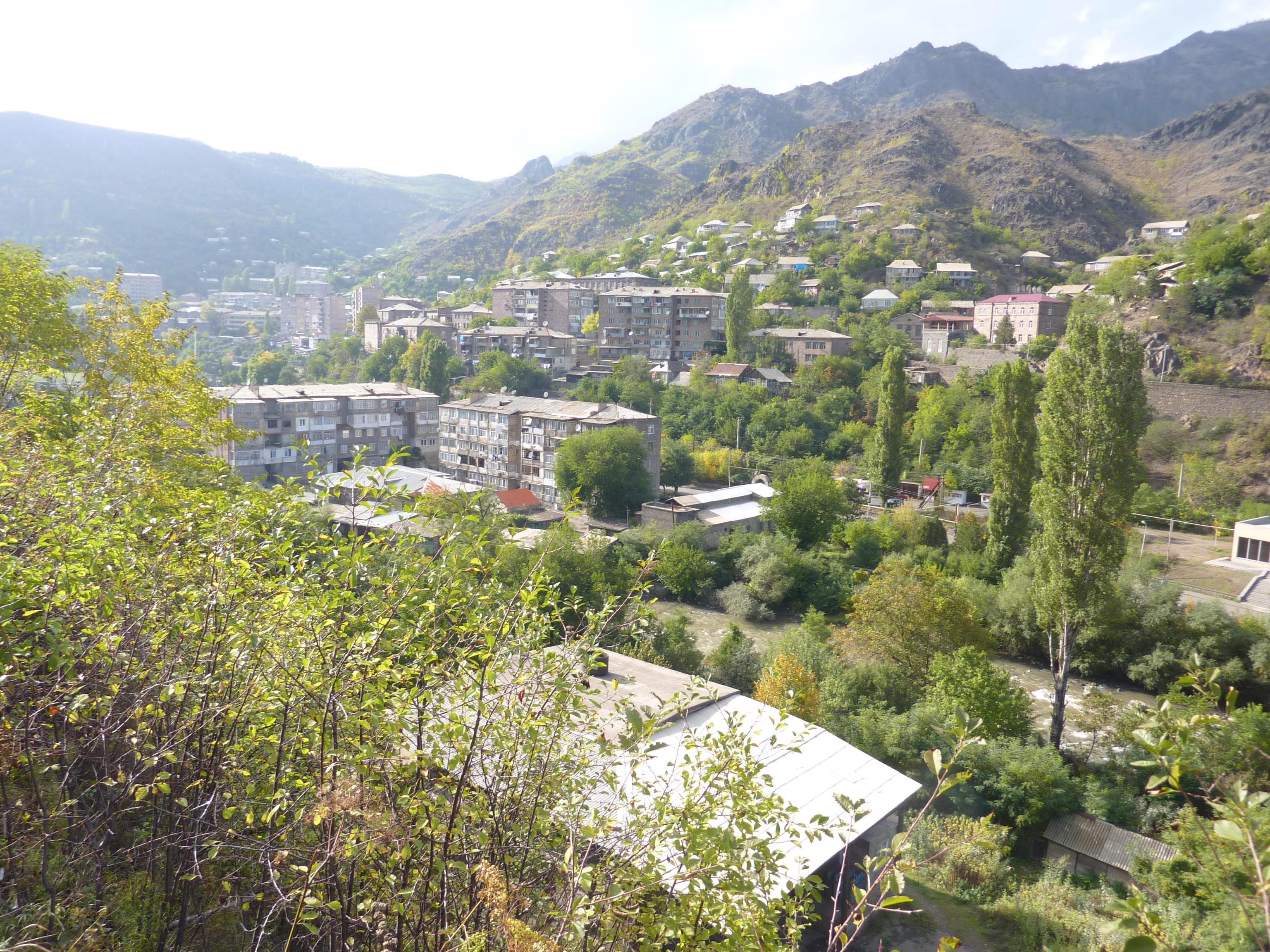

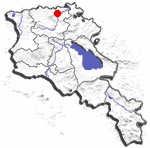

آلاوردی (به ارمنی: Ալավերդի) یک شهرک و شهر در واقع شمال شرقی ارمنستان است که در استان لوری واقع شده است. آلاوردی در ۵۰ کیلومتری شمالشرق وانادزور، مرکز استان لوری واقع شده است. شهر آلاوردی نزدیک به مرز گرجستان واقع شده است.

## جغرافیا و آب و هوا

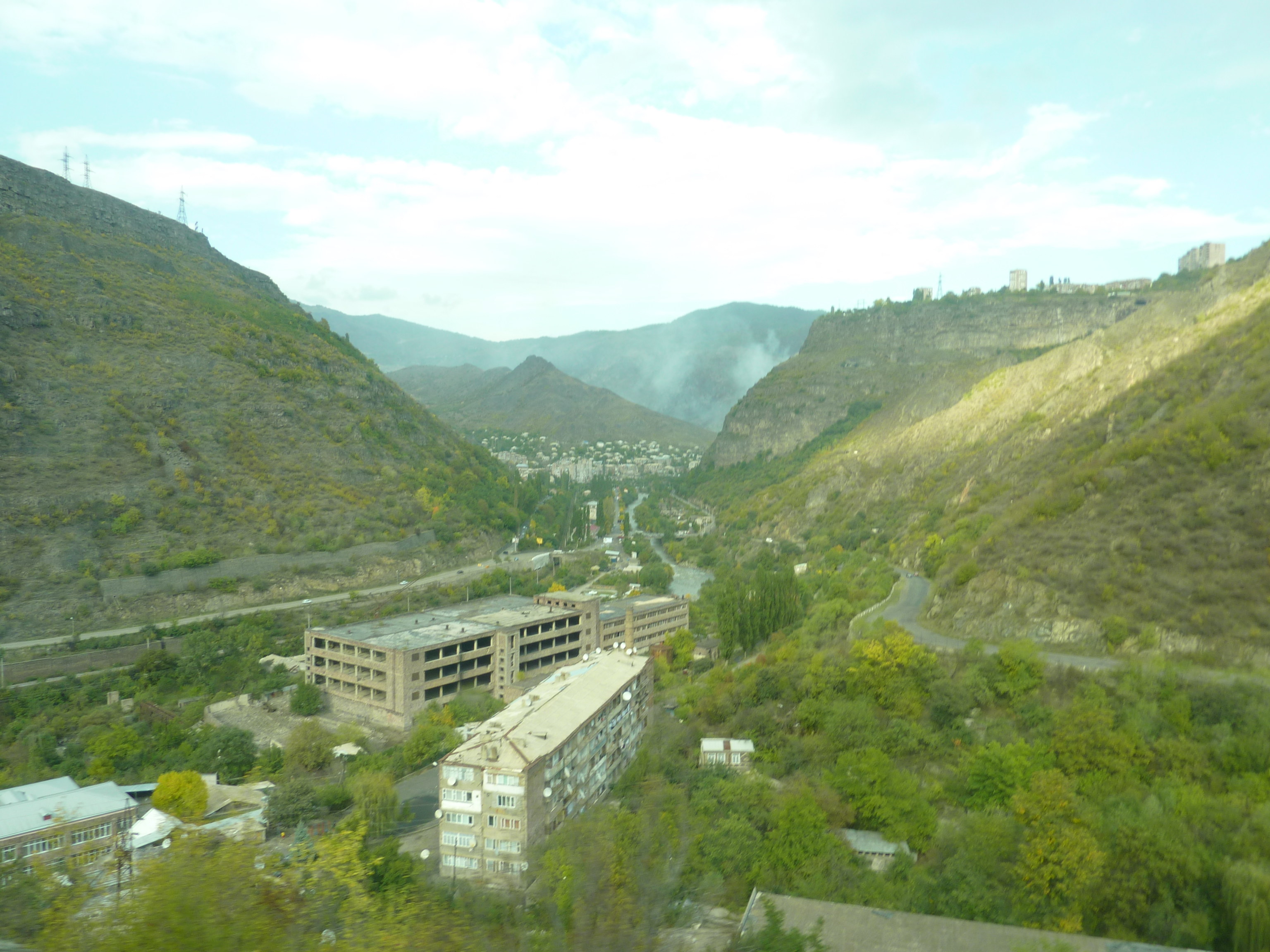
آلاوردی: دره دبد

آلاوردی ۱۸ کیلومتر مربع مساحت و ۱۳٬۳۴۳ نفر جمعیت دارد و ۱٬۰۰۰ متر بالاتر از سطح دریا واقع شده است.
| داده‌های اقلیم Alaverdi | داده‌های اقلیم Alaverdi | داده‌های اقلیم Alaverdi | داده‌های اقلیم Alaverdi | داده‌های اقلیم Alaverdi | داده‌های اقلیم Alaverdi | داده‌های اقلیم Alaverdi | داده‌های اقلیم Alaverdi | داده‌های اقلیم Alaverdi | داده‌های اقلیم Alaverdi | داده‌های اقلیم Alaverdi | داده‌های اقلیم Alaverdi | داده‌های اقلیم Alaverdi | داده‌های اقلیم Alaverdi |
| ماه                    | ژانویه                 | فوریه                  | مارس                   | آوریل                  | مه                     | ژوئن                   | ژوئیه                  | اوت                    | سپتامبر                | اکتبر                  | نوامبر                 | دسامبر                 | سال                    |
| ---------------------- | ---------------------- | ---------------------- | ---------------------- | ---------------------- | ---------------------- | ---------------------- | ---------------------- | ---------------------- | ---------------------- | ---------------------- | ---------------------- | ---------------------- | ---------------------- |
| میانگین روزانه °C (°F) | −۷٫۴ (۱۹)              | −۵٫۵ (۲۲)              | −۱ (۳۰)                | ۶ (۴۳)                 | ۱۱٫۱ (۵۲)              | ۱۴٫۳ (۵۸)              | ۱۷٫۶ (۶۴)              | ۱۷٫۷ (۶۴)              | ۱۳٫۶ (۵۶)              | ۷٫۹ (۴۶)               | ۱٫۹ (۳۵)               | −۳٫۹ (۲۵)              | ۶٫۱ (۴۳)               |
| بارندگی میلی‌متر (اینچ) | ۲۳ (۰٫۹۱)              | ۲۷ (۱٫۰۶)              | ۳۵ (۱٫۳۸)              | ۶۷ (۲٫۶۴)              | ۱۱۱ (۴٫۳۷)             | ۱۰۴ (۴٫۰۹)             | ۶۴ (۲٫۵۲)              | ۴۹ (۱٫۹۳)              | ۴۵ (۱٫۷۷)              | ۴۱ (۱٫۶۱)              | ۳۱ (۱٫۲۲)              | ۲۲ (۰٫۸۷)              | ۶۱۵ (۲۴٫۲۱)            |
| منبع: alaverdi.am      |                        |                        |                        |                        |                        |                        |                        |                        |                        |                        |                        |                        |                        |

## اقتصاد
صنعت اصلی این شهر معدنکاری بوده است و زمانی یک‌چهارم کلیه مس روسیه از کانسارهای آلاوردی تأمین می‌شد.

## ورزش
== مشاهیر بومی ==آرتیوم میکویان

## جاذبه‌های تاریخی
بجز یک پل مربوط به سده دوازدهم میلادی شهر آلاوردی خود جاذبه چندانی برای گردشگران ندارد ولی در نواحی پیرامون آن بناهای مهم فرهنگی بسیاری واقع شده‌اند از جمله صومعه‌های هاغپات، ساناهین، آختالا، خوراکرت، خوچاپ، آردوی، باسیلیکا و اودزون.

## روابط خارجی
- کبولتی، گرجستان، از ۲۸ مه 2007.[۳]
- Nikaia-Agios Ioannis Rentis, یونان، از ۱ اکتبر 2007.[۴]
- پولوتسک، بلاروس، از ۲۶ مه 2012.[۵]
- دوگوپیلس، لتونی، از ۲ اکتبر 2012.[۶]
- گئورگه، رومانی،  ۲۵ سپتامبر 2014.[۷]